# Scott McKenzie
Scott McKenzie (10. leden 1939, Jacksonville, Florida, Spojené státy – 18. srpna 2012 Los Angeles, Kalifornie, USA) byl americký zpěvák a kytarista. Byl členem skupin The Abstracts, The Smoothies a The Journeymen. V roce 1967 nazpíval skladbu „San Francisco (Be Sure to Wear Flowers in Your Hair),“ kterou napsal John Phillips. Po smrti Johna Phillipse z The Mamas and the Papas zahrál na koncertě jemu věnovaném.

## Sólová alba
- The Voice of Scott McKenzie (1967)
- Stained Glass Morning (1970)